# De Behandeling
De Behandeling (neerlandès: El tractament) és un thriller belga realitzat per Hans Herbots ·  adaptat de la novel·la The Treatment de Mo Hayder i estrenat el 2014.

## Argument
Björn, convidat a la casa durant la nit i desapareix després de discutir amb el seu germà Nick, un any més gran que ell. Com a conseqüència d'aquest trauma, la seva mare el va rebutjar. Nick Cafmeyer, ara investigador, continua inquietat per aquesta tragèdia. Viu al barri d'un pedòfil notori, Ivan Plettinckx, que va ser alliberat després de ser sospitós d'aquesta desaparició.
Danni, el superior de Nick, és l'única persona que té una bona relació amb ell. Després de dubtar, li confia un assumpte difícil. Una parella va ser segrestada durant tres dies per un home que va entrar a casa seva. Va desaparèixer, igual que el fill de nou anys de la parella, Robin. Nick investiga per trobar-lo.

## Repartiment
- Geert Van Rampelberg : Nick Cafmeyer
- Laura Verlinden : Steffi Vankerkhove
- Johan Van Assche : Ivan Plettinckx
- Ingrid De Vos : Nancy Lammers
- Tibo Vandenborre : Alex Simons
- Brit Van Hoof : Cindy Simons
- Michael Vergauwen : Chris Gommaer
- Dominique Van Malder : Roland Claeren
- Ina Geerts : Danni Petit

## Premis
- 2014 : 5a cerimònia dels Ensors : Millor actor secundari per Johan Van Assche
- 2014 : XLVII Festival Internacional de Cinema Fantàstic de Catalunya : Premi Fantàstic Panorama. Millor pel·lícula:[4]